# 효경

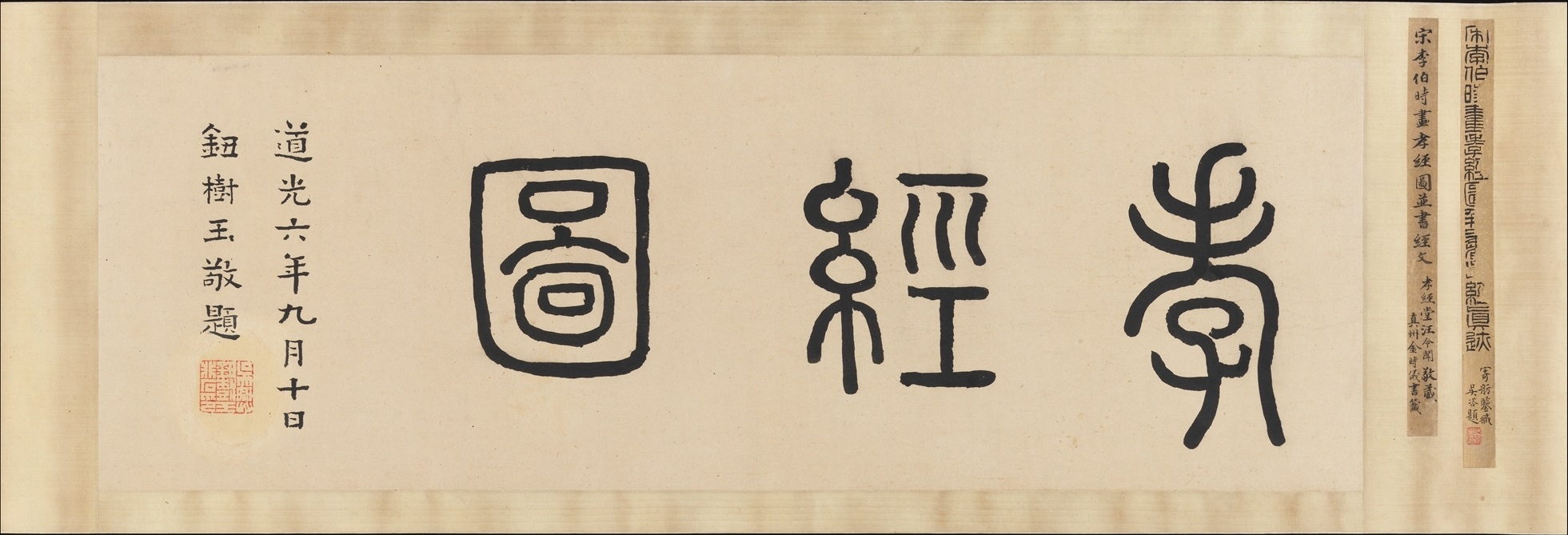

《효경》(孝經)은 유가의 주요 경전인 십삼경(十三經)의 하나이다. 이 책은 '효도(孝道)'를 주된 내용으로 다루었기 때문에 《효경》이라고 하였으며, 십삼경 중에서 처음부터 책 이름에 '경(經)' 자를 붙인 것으로는 유일한 것이다.

## 저자와 저작연도
효경의 저자에 대해서는 몇 가지 이설(異說)이 있다. 공자(孔子)가 지었다는 설, 공자의 제자인 증자(曾子)가 지었다는 설, 공자의 70여 제자의 유서(遺書)라는 설, 증자의 문인(門人)들이 집록(輯錄)했다는 설 등이 있다. 그러나 어느 것도 확증할 만한 충분한 근거를 갖고 있지 못하다. 효경 본문에 공자와 증자의 이야기가 많이 나온다는 점과 학통(學統) 상으로 보아 증자의 문인에 속하는 사람들이 이 책을 썼을 것이라고 보는 견해가 타당할 것으로 보인다. 이처럼 효경의 저자가 분명치 않기 때문에 저작연대 또한 불명확하다. 아마도 춘추시대 말기에서 전국시대 사이에 저술된 것으로 보인다.

## 전승과 판본
효경은 진(秦)때 하간(河間) 사람 안지(顔芝)가 보관해 두었던 것을 한(漢)나라 초기에 협서율(挾書律)이 해제되면서 안지의 아들 안정(顔貞)이 이 책을 세상에 내놓았다. 이것은 한대의 서체인 예서체(隸書體)로 된 것이었으므로 '금문효경(今文孝經)'이라 부른다. 금문효경은 전한(前漢)의 장손씨(長孫氏), 강옹(江翁), 익봉(翼奉), 후창(后蒼), 장우(張禹) 등에 의하여 전해졌다. 그 뒤 후한 말의 학자 정현(鄭玄)이 주석한 효경 1권이 있는데, 이것을 정주본(鄭注本)이라고 한다. 정주본에 대해서도 이설(異說)이 있지만, 일반적으로 정현이 주석하였다고 한다.
이에 반해서 한 무제(武帝) 때 노(魯)의 공왕(恭王)이 공자의 옛집을 헐면서 벽 속에서 《상서》, 《논어》 등과 함께 《효경》이 나왔는데, 이것은 고문으로 되어 있었으므로 '고문효경(古文孝經)'이라고 한다. 고문효경은 한 무제 때의 사람 공안국(孔安國)이 주석을 썼는데, 이것을 공안국전(孔安國傳) 또는 공씨전(孔氏傳)이라고 한다. 따라서 효경에는 정주본인 금문효경과 공씨전인 고문효경의 두 가지 종류가 있게 되었다.
이상의 두 종류의 효경이 양(梁)나라 때까지 함께 전해졌었는데, 공안국전은 양나라 말엽에 있었던 난리 때 망실되어 진(陳), 주(周), 제(齊)에는 금문정주(今文鄭注)만이 전해지게 되었다. 그 뒤 수(隋)나라 때에 이르러 비서감(秘書監) 왕소(王邵)가 공씨전을 경사(京師, 수도)에서 얻어 하간사람 유현(劉炫)에게 보냈고, 유현이 여기에 소(疏)를 써서 사람들에게 가르쳤다고 하는데, 당시의 사람들은 이것이 옛 공씨전이 아니고 유현 자신이 쓴 위서(僞書)라고 의심하였다. 한편, 공씨전은 위(魏)의 왕숙(王肅)이 정주본에 반대하여 쓴 위서라는 설도 있다.
이와 같이 금문정주와 고문공전에 대한 신뢰성 여부가 문제되어, 당(唐)의 현종(玄宗)은 719년(開元7)에 여러 학자들에게 명하여 두 종류의 효경에 대한 옳고 그름을 논의하게 하였다. 유지기(劉知幾)는 고문을 위주로 하여 금문정주를 반박하고 유현이 교주(校注)한 고문공전을 주장하는 데 비해, 사마정(司馬貞)은 그와 반대로 고문공전을 유현의 위작이라 하여 반대하고 금문정주를 택하는 입장을 취하였다. 이러한 두 입장이 대립하여 결정이 나지 않자, 현종은 스스로 금문을 위주로 하는 새로운 주를 냈다. 이 신주는 고문효경 가운데 장점을 취하여 금문효경을 보완한 것이다. 그 후 현종은 원행충(元行冲)에게 명하여 소(疏)를 짓게 하고 천하에 반포하였는데, 이것을 어주효경(御注孝經)이라고 한다. 현종은 그 뒤 743년(天寶2) 5월에 효경을 다시 주하여 천하에 반포하고, 2년 뒤인 745년 9월에 이것을 돌에 새겨 태학(太學)에 건립하였는데 이것을 '석대효경(石臺孝經)'이라고 한다.
송(宋)나라 진종(眞宗) 때 형병(邢昺) 등이 왕명으로 효경정의(孝經正義)를 편찬하였는데, 이것도 원행충이 소를 쓴 어주효경에 의거하였다. 현재 십삼경주소(十三經注疏)에 수록되어 있는 효경이 바로 이것이다.
그 밖에 송대 사마광(司馬光)은 효경지해(孝經指解)를 지었고, 철종(哲宗) 때 범조우(范祖禹)도 효경지해설(孝經指解說)을 지은 바 있다. 또한 주희는 고문효경과 금문효경이 같지 않음을 보고, 효경의 내용을 독자적으로 분류하여 장(章)과 절(節)로 나누어서 효경간오(孝經刊誤)를 지었는데, 이것은 고문을 위주로 하였다. 주희는 효경을 경(經) 1장과 전(傳) 14장으로 나누고, 경 1장은 공자와 증자가 묻고 대답한 것을 증자의 문인이 기록한 것이라 하고, 전은 혹자가 전기(傳記)를 이끌어 경문(經文)을 해석한 것이라 하였다.
여하튼 효경은 금문, 고문의 두 가지 종류가 있는데, 어느 것을 취하느냐 하는 것은 학자의 견해에 따라 차이가 있게 된다. 그러나 일반적으로는 갑골문을 위주로 하여 만든 어주효경이 널리 보급되었다.
효경의 대표적인 주석서로는 당대(唐代) 육원랑(陸元朗)의 효경음의(孝經音義), 당 현종(玄宗)의 주(注)와 송대 형병(邢昺)의 소(疏)를 모은 효경정의(孝經正義), 주희(朱熹)의 효경간오(孝經刊誤), 원대(元代) 오징(吳澄)의 효경정본(孝經定本), 동정(董鼎)의 효경대의(孝經大義), 주신(朱申)의 효경구해(孝經句解), 명대(明代) 황도주(黃道周)의 효경집전(孝經集傳), 청대(淸代) 장용(藏庸)의 효경정씨해집(孝經鄭氏解輯), 모기령(毛奇齡)의 효경문(孝經問), 엄가균(嚴可均)의 효경정씨주(孝經鄭氏注), 장서(張叙)의 효경정의(孝經正義), 정안(丁晏)의 효경술주(孝經述注), 주춘(周春)의 효경외전(孝經外傳) 등이 있다.

## 내용
글의 내용면에서 볼 때, 제2장인 <개종명의장>(開宗明義章)은 효의 전체 대요(大要)를 밝히고, 제2장에서부터는 효의 세부적인 사항을 다루었다.
효경에 나타난 효의 의미는 두 가지 측면에서 찾아볼 수 있다. 그 하나는 종족(宗族)의 영속(永續)이라는 생물학적 측면이고, 다른 하나는 가문의 명예라는 가치 혹은 문화적 측면이라 하겠다.
첫째로 효는 종족 보전이라는 생물학적 의미를 지니는 것이며, 또한 인류 문명의 전수라는 의미를 갖는다. "사람의 신체와 머리털과 피부는 모두 부모에게서 받은 것이니, 감히 훼손시키지 않는 것이 효의 시작이다"(신체발부 수지부모, <開宗明義章>)라는 구절에서 볼 때, 나의 몸은 부모(조상)로부터 물려받은 것으로, 그것을 다시 후손에게 물려주어 자자손손 대를 이어 조상으로부터 물려받은 문화와 문명을 후대에 잇게 해야 한다. 대를 잇지 못하고 단절하는 것은 조상에 대한 최대의 불효가 되는 것이라 한다. 그러므로 ＜오형장(五刑章)＞에서는 죄 중에서 가장 무거운 죄가 불효라고 하였다. 이에 맹자는 불효 중에서 가장 큰 불효는 대를 단절시켜 후손이 없어지게 하는 것이라 하였다(《孟子》 <離婁章句上>).
둘째로 효는 가치적 문화적 의미를 갖는다. "자신의 인격을 올바르게 세우고 도리에 맞는 행동을 하여 후세에 이름을 날려 부모님의 명예를 빛나게 하는 것이 효의 끝이다"(<開宗明義章>)라는 구절에서 볼 때, 사람은 훌륭한 일을 하여 그 이름을 세상에 떨쳐 가문의 명예를 빛나게 하는 것이 보다 더 큰 효행이라 하겠다. 여기에서 후세에 이름을 드날려 부모의 명예를 빛나게 한다는 것은, 속된 의미에서의 명예가 아니다. 즉 삶이란 생물학적인 생명 보전으로 끝나는 것이 아니라, 문화적 가치적 삶을 실현하는 것이 보다 더 중요하다는 것이다.
또한 이 책에서는 부모에 대한 효도를 바탕으로 집안의 질서를 세우는 일이 치국(治國)의 근본이며, 효도야말로 천(天)·지(地)·인(人) 삼재(三才)를 관철하고 모든 신분계층에 동일하게 적용되는 최고덕목·윤리규범이라는 것을 강조하고 있다. 이로써 한국·중국·일본의 중세사회에서 '효'가 통치사상과 윤리관의 중심으로 자리 잡게 되는 데 큰 역할을 하였다.